# Keep It Hid
Keep It Hid är det första soloalbumet av bluesrockmusikern Dan Auerbach, känd från The Black Keys. Det gavs ut i februari 2009 på skivbolaget Nonesuch Records.

## Låtlista
Samtliga låtar skrivna av Dan Auerbach, om annat inte anges.
1. "Trouble Weighs a Ton" - 2:19
2. "I Want Some More" (Wayne Carson Thompson) - 3:49
3. "Heartbroken, in Disrepair" - 3:21
4. "Because I Should" (Dan Auerbach/Mark Neill) - 0:53
5. "Whispered Words (Pretty Lies)" - 4:06
6. "Real Desire" - 4:26
7. "When the Night Comes" (Dan Auerbach/Charles Auerbach) - 4:11
8. "Mean Monsoon" - 3:47
9. "The Prowl" - 3:18
10. "Keep It Hid" - 3:41
11. "My Last Mistake" - 3:14
12. "When I Left the Room" - 4:02
13. "Street Walkin'" - 4:39
14. "Goin' Home" - 4:57